# Cyrtodactylus chauquangensis
Espèce
Cyrtodactylus chauquangensis est une espèce de geckos de la famille des Gekkonidae.

## Répartition
Cette espèce est endémique de la province de Nghệ An au Viêt Nam.

## Étymologie
Son nom d'espèce, composé de chauquang et du suffixe latin -ensis, « qui vit dans, qui habite », lui a été donné en référence au lieu de sa découverte, le village de Chau Quang.

## Publication originale
- Quang, Orlov, Ananjeva, Johns, Thao & Vinh, 2007 : Description of a new species of the genus Cyrtodactylus Gray, 1827 (Squamata: Sauria: Gekkonidae) from the Karst of north central Vietnam. Russian Journal of Herpetology, vol. 14, n. 2, p. 145-152.